# فيانويفا دي لاس توريس
بلدية فيانويفا دي لاس توريس (بالإسبانية: Villanueva de las Torres) هي بلدية تقع في مقاطعة غرناطة التابعة لمنطقة أندلوسيا جنوب إسبانيا.

## الديموغرافيا
بلغ عدد سكان بلدية فيانويفا دي لاس توريس 699 نسمة عام 2011 (وفقاً للمعهد الوطني الإسباني للإحصاء).
| 1.012 | 938 | 855 | 789 | 774 | 733 | 699 |